# Осада Кизика
Оса́да Ки́зика (73 год до н. э.) — осада понтийскими войсками города Кизик в ходе Третьей Митридатовой войны. Неудачное завершение осады для понтийцев ознаменовало начало перелома в войне в пользу Рима.
В 74 году до н. э. понтийский царь Митридат VI вторгся в Вифинию, начав тем самым Третью Митридатову войну. Ему удалось разгромить римские войска при Халкидоне. К Халкидону подошла новая римская армия под командованием Лукулла. Лукулл избегал сражения, предпочитая затягивать войну. Митридат двинулся от Халкидона к Кизику, рассчитывая быстро взять его и продолжить стремительное наступление.
Понтийцы окружили город рвами и насыпями. Первая атака с моря закончилась неудачно. Штурм с суши поначалу складывался удачно, но затем, после отступления понтийцев кизикийцы смогли заделать пролом в стене. Кизикийцы оказывали упорное сопротивление.
Зимой 73/72 годов до н. э. понтийский царь столкнулся с нехваткой продовольствия для своей армии. Поэтому он решил эвакуировать часть армии. Сначала конница начала отступать в Вифинию, однако она была атакована Лукуллом у реки Риндак и понесла сильный урон. После этого Митридат решил снять осаду и стал отступать с основными силами.